# 23 Librae c
23 Librae c (23 Lib c) es un planeta extrasolar joviano descubierto en 2009 que orbita la estrella 23 Librae. Tiene una de las más largas órbitas conocidas de un planeta detectado a través de la velocidad radial. El período orbital real de este planeta va desde los 4.600 hasta 5.400 días, o de 12,5 a 15 años. La razón por el cual el margen de error para el período orbital es muy grande, es porque este planeta no  completo la órbita durante el tiempo de continuas observaciones. Utilizando el rango de periodos orbitales, la distancia promedio de este planeta se sentaba entre 5,3 y 6,3 UA, o entre 790 y 940 Gm.